# Franco Travaglio
Franco Travaglio (Torino, 5 agosto 1972) è un regista, compositore, librettista, autore e studioso di musical contemporaneo italiano che ha lavorato con artisti come Andrew Lloyd Webber, Dario Fo, Saverio Marconi, Tato Russo, Fiamma Izzo.

## Biografia
Fratello del noto giornalista Marco Travaglio, si è laureato in Lettere Moderne con una tesi sulla Drammaturgia del Musical. Ha tradotto in italiano i libretti delle opere di Andrew Lloyd Webber Cats, Jesus Christ Superstar, Joseph and the Amazing Technicolor Dreamcoat e Phantom of the Opera. Prima di essi nessun musical del celebre compositore era mai stato messo in scena nella nostra lingua. Ha tradotto ed adattato in italiano il musical "Frankenstein Junior" di Mel Brooks tratto dall'omonimo cult movie, e la versione italiana di "Sister Act" di Alan Menken coprodotto da Whoopi Goldberg, adattamento ripreso in buona parte nell'edizione parigina.
È autore del libretto italiano del primo musical targato Walt Disney mai andato in scena in Italia, High School Musical, e delle produzioni Stage Entertainment "La Bella e la Bestia", "Flashdance" e "La Febbre del Sabato Sera". Per la Compagnia della Rancia ha inoltre tradotto le liriche del musical "Happy Days". Nel 1999 ha fondato il sito "Italiamusical.com" Nel 2000 scrive il libretto di "Joseph e la Strabiliante Tunica dei Sogni in Technicolor" (Joseph And The Amazing Technicolor Dreamcoat), con l'interpretazione di Rossana Casale. Come assistente alla regia Franco Travaglio lavora con Dario Fo ne L'Anomalo Bicefalo, con Tato Russo in Sogno di una notte di mezza estate e Il ritratto di Dorian Gray, il musical interpretato da Michel Altieri, nel quale veste anche i panni di Victor.
È autore e regista di 1000 e una Favola (2001), con Michel Altieri, una fiaba musicale che riunisce favole tra le più divertenti della tradizione e di Bye Bye Marilyn (2002), una pop-opera dedicata alla vita di Marilyn Monroe. Nel giugno 2004 scrive liriche, dialoghi e sopratitoli per una versione concertante andata in scena a Trieste nel luglio 2004, di Elisabeth, di Michael Kunze e Sylvester Levay. Nel settembre 2004, con G. Baldini e F. Izzo scrive il libretto per la versione italiana de Il fantasma dell'Opera, il film diretto da Joel Schumacher basato sul musical di Andrew Lloyd Webber. Nel gennaio-febbraio 2005 è assistente di Saverio Marconi in Master Cenerentola.
Nel dicembre 2005 è assistente di Saverio Marconi in The Producers, con Enzo Iacchetti e Gianluca Guidi. Nel febbraio-marzo 2006 è assistente di Saverio Marconi in Sweet Charity con Lorella Cuccarini e Cesare Bocci. Nel febbraio 2006 firma la traduzione de La piccola bottega degli orrori di Alan Menken e Howard Ashman per la Compagnia "Live On stage". Nell'estate 2006 scrive con Michele Renzullo il libretto italiano di Jesus Christ Superstar di Andrew Lloyd Webber e Tim Rice per la produzione della Compagnia della Rancia diretta da Fabrizio Angelini.
Nell'ottobre-novembre 2006 è aiuto regista di Federico Bellone nella riedizione di "Grease" per la Rancia. Nel dicembre 2006-gennaio 2007 sostituisce Carlo Reali nel ruolo di Herman recitando e cantando al fianco di Lorella Cuccarini e Cesare Bocci in Sweet Charity; ed è assistente alla regia di Saverio Marconi in Cabaret con Michelle Hunziker. Nella primavera 2007 è autore del testo italiano del brano "This Is The Moment" tratto dal musical Jekyll & Hyde di Frank Wildhorn e Leslie Bricusse, interpretato da Thomas Borchert e Bruno Grassini.
Dall'anno scolastico 2007-2008 è docente di Storia del Musical presso la SDM - Scuola del Musical di Milano diretta da Federico Bellone. Nel settembre 2007 è assistente alla regia di Saverio Marconi ne "Il Giorno della Tartaruga - Omaggio a Garinei e Giovannini" e nel dicembre 2007 nella riedizione di "A Chorus Line". Nel febbraio 2008 firma il libretto italiano di High School Musical della Walt Disney prodotto dalla Compagnia della Rancia per la regia di Saverio Marconi con la collaborazione di Federico Bellone.
Nell'ottobre 2009 firma il libretto italiano di La bella e la bestia della Walt Disney con Michel Altieri e Arianna, prodotto dalla Stage Entertainment per la regia di Glenn Casale, e di Cats di Andrew Lloyd Webber per la Compagnia della Rancia, regia di Saverio Marconi. Inoltre Franco Travaglio ha scritto e composto i musical Il fantasma di Canterville, tratto dall'omonima novella di Oscar Wilde ed Angeli con la pistola, tratto da una novella di Damon Runyon. Ha scritto il libretto di "Say Why" (1997) musical sulla guerra in Jugoslavia composto da Marco D. Bellucci. Collabora col quotidiano la Repubblica.